# Uedem
Uedem là một đô thị ở huyện Cleves, trong Nordrhein-Westfalen, Đức. Itis tọa lạc gần biên giới với Hà Lan.
Uedem có 4 khu:
- Uedem
- Uedemerfeld
- Keppeln
- Uedemerbruch